# Малолване
Малолване (англ. Malolwane) — населённый пункт сельского типа на юго-востоке Ботсваны, на территории округа Кгатленг.

## Общая информация
Находится в юго-западной части округа, примерно в 70 км к востоку от столицы страны, города Габороне.

## Население
По данным на 2013 год население деревни составляет 3090 человек.
Динамика численности населения деревни по годам:
| 2001 | 2013 |
| ---- | ---- |
| 2369 | 3090 |